# Лопатин (Комиссаровское сельское поселение)
Лопатин — исчезнувший хутор в Дубовском районе Ростовской области. Хутор располагался на некотором отдалении от левого берега реки Сал между хуторами Холостонур и Новобеляевский

## История
Основан в начале XX века как временное поселение Лопатинское. Согласно алфавитному списку населённых мест Области Войска Донского за 1915 год временное поселение Лопатинское относилось к юрту калмыцкой станицы Беляевской, в поселении имелось 18 дворов, проживало 60 мужчин и 64 женщины, за поселением было закреплено 1016 десятин земли.
Согласно Всесоюзной переписи населения 1926 года хутор Лопатин относился к Атамановскому сельсовету Дубовского района Сальского округа Северо-Кавказского края, в хуторе проживало 133 человека, из них великороссов — 74, украинцев — 40, калмыков — 13.
Дата упразднения хутора не установлена. На карте 1985 года издания населённый пункт отмечен как нежилой.

## Население
Динамика численности населения
| 1915 | 1926 |
| ---- | ---- |
| 124  | 133  |